# Période de revisite
La période de revisite d'un satellite est le temps nécessaire pour que celui-ci repasse au-dessus d'un même point,. Contrairement à la période orbitale, la période de revisite tient compte de la rotation de l'astre autour duquel gravite le satellite. Un satellite peut donc avoir une période de revisite plus longue que sa période orbitale.

## Exemple
Les satellites du système de positionnement Galileo ont une période orbitale de 10⁄17 jour sidéral ou 14 heures et 5 minutes mais une période de revisite de 10 jours sidéraux.